# Anton Dieterich
Anton Dieterich (* 7. Februar 1908 in Schwäbisch Gmünd; † 4. August 2002 in Madrid) war ein deutscher Journalist und Hispanist.

## Leben
Nach dem Besuch der Klösterleschule und dem Realgymnasium in Schwäbisch Gmünd erlangte Dieterich das Abitur am Konvikt in Rottweil. Anschließend studierte er an den Universitäten München, Paris, Rom und Berlin Kunstgeschichte, Romanistik und Zeitungswissenschaft. Seine Studien abschließend wurde er 1931 mit einer Arbeit über die Italienische Presse und Propaganda im Weltkrieg 1914–1918 in München zum Dr. phil. promoviert. Nach einem Redaktionsvolontariat bei der Gmünder Zeitung in seiner Heimatstadt trat er im März 1933 als Hilfsredakteur im Stuttgarter Neuen Tagblatt ein. Seine erste Spanienreise erfolgte im Oktober 1934, um über den Asturischer Bergarbeiterstreik von 1934 zu berichten. Weitere Spanienaufenthalte folgten 1937 und 1939 als Kriegskorrespondent im Spanischen Bürgerkrieg. Ende 1939 ließ er sich als Auslandskorrespondent deutscher Zeitungen in Madrid nieder. Dort heiratete er die spanische Studienrätin Genoveva Arenas Carabantes und hatte drei Kinder.
Nach Kriegsdienst, zu dem er 1944 herangezogen wurde, und fünfjähriger sowjetischer Kriegsgefangenschaft zog Dieterich 1951 nach Madrid zurück, wo er bis zu seinem Tod lebte und arbeitete. Sein Interesse für Kunst und damit die Grundlage seines Schaffens sei durch den Kontakt unter anderem mit den Schwäbisch Gmünder Künstlern Fritz Nuss und Jakob Wilhelm Fehrle zustande gekommen.
Der als Prado-Kenner bezeichnete Autor erhielt 1984 das Bundesverdienstkreuz 1. Klasse für seine Verdienste um die deutsch-spanischen Beziehungen.

## Werke

### Bücher
- Von Altamira zum Alcázar, Kohlhammer, Stuttgart 1954.
- Mit Kamera und Volkswagen in Spanien, mit Fotos von Bert Boger, Chr. Belser, Stuttgart 1955.
- Spanien zwischen Cádiz, Córdoba und Valencia, Kohlhammer, Stuttgart 1957.
- Könige, Künstler, Toreros. Spanische Anekdoten, Bechtle, Esslingen 1958.
- Rundgang durch den Prado Madrid, Hirmer, München 1969.
- Goya, Visionen einer Nacht. Zeichnungen, DuMont, Köln 1972.
- Zentral-Spanien: Kunst und Kultur in Madrid, El Escorial, Toledo und Aranjuez, Avila, Segovia, Alcalá de Henares, DuMont, Köln 1. Aufl. 1975, 2. Aufl. 1987, ISBN 3-7701-0812-4.
- Miguel de Cervantes, Rowohlt, Reinbek bei Hamburg 1. Aufl. 1984, 2. Aufl. 1990, ISBN 3-499-50324-7.
- Der Prado in Madrid, DuMont, Köln 1992.

### Essays
- Nicht nur Ortega y Gasset, in Wort und Wahrheit, 3-IX., Freiburg 1954.
- Das Rom Spaniens (Toledo), in Westermanns Monatshefte 1, Braunschweig 1957.
- Burgen in Spanien, in Westermanns Monatshefte 7, Braunschweig 1959.
- Unverdorbenes Ibiza, in Mallorca, Menorca, Ibiza, Merian 3-XIII, Hamburg 1960.
- Spanische Literatur, in Lexikon der Weltliteratur im XX, Jahrhundert, Herder, Freiburg 1960.
- Literatur unter Franco, in Wort und Wahrheit, 2-XV, Freiburg 1960.
- Góngoras letzte Metamorphose, in Wort und Wahrheit, 12-XVI, Freiburg 1961.
- Theater der Welt, Spanien, in Westermanns Monatshefte 6, Braunschweig 1962.
- Spaniens Leiden am Bürgerkrieg, in Wort und Wahrheit, 3-XVII, Freiburg 1962.
- Einst so gross wie Biberach, in Madrid, Merian 11-XVI, Hamburg 1963.
- Unvergesslich: Granada, Ronda, Tanger, in Costa del Sol, Merian 2-XIX, Hamburg 1966.
- Dürer auf der Iberischen Halbinsel, in Albrecht Dürer Almanach, Verlag Nürnberger Presse, Nürnberg 1971.
- El Escorial, Herzkammer der spanischen Seele, in Westermanns Monatshefte 6, Braunschweig 1971.
- Francisco Goya: Visionen für heute, in Westermanns Monatshefte 10, Braunschweig 1971.
- Punische Kunst, in Mallorca, Menorca, Ibiza, Merian 2-XXVI, Hamburg 1973.
- El Greco, zwischen Unverständnis und Überschwang, in Westermanns Monatshefte 6, Braunschweig 1974.
- Die Strasse des Heiligen Jakob, in Baskenland, Asturien, Galicien, Merian 4-XXVII, Hamburg 1974.
- Velázquez im Prado, in Lynkeus, Biberach 1975.
- Deutsche Siedler in der Sierra Morena, in Andalusien, Merian 5-XXX, Hamburg 1977.
- Ortega in und seit dem Spanischen Búrgerkrieg, in José Ortega y Gasset Gesammelte Werke in 6 Bdn., Deutsche Verlagsanstalt, Stuttgart 1978.

## Ehrungen
- 1967 Medalla de Plata al Mérito Turístico, Ministerio de Información y Turismo, España
- 1974 Joseph-E.-Drexel-Preis
- 1984 Bundesverdienstkreuz 1. Klasse